# Ana Fernández (actriu)
Ana Fernández (Valencina de la Concepción, província de Sevilla, 29 de maig de 1965) és una actriu espanyola. És una reconeguda actriu que ha participat en nombroses pel·lícules, entre ells Yerma, de Pilar Távora, migmetratges com Tesoro de Miguel Vives, a televisió i teatre.
Solas va ser el seu primer paper protagonista al cinema. L'òpera prima de Benito Zambrano va atorgar a Ana Fernández un reconeixement unànime de crítica i de públic. Per aquest treball, Ana Fernández va obtenir el Goya a la millor actriu revelació, i l'Iris de Plata a la Millor Actriu Revelació al Festival Internacional de Cinema de Brussel·les, entre d'altres.
Li van seguir títols com Sé quién eres, de Patricia Ferreira o You're the One (una historia de entonces), de José Luis Garci i per la qual va ser candidata als premis Goya en la categoria de Millor Actriu de Repartiment.
Ha treballat amb alguns dels directors més prestigiosos del cinema espanyol. Entre els seus treballs més recents destaquen Tiovivo c. 1950, de José Luis Garci; Tánger, al costat de Jorge Perugorría i Fele Martínez, en el qual ha suposat el debut com a realitzador del novel·lista Juan Madrid; Pasos, el debut en la direcció del veterà actor argentí Federico Luppi i La promesa, en la qual Ana comparteix repartiment al costat de Carmen Maura.
Ana ha intervingut en títols tan importants del cinema espanyol com Hable con ella, de l'aclamat director Pedro Almodóvar i En la ciudad sin límites, aquesta última al costat de Fernando Fernán Gómez i Leonardo Sbaraglia. Ha treballat també als ordes de José Luis Garci a Historia de un beso, per la qual va ser candidata al Goya a la Millor actriu.
Entre les seves intervencions en televisió, destaca el seu treball en la sèrie d'Antena 3 Policías, en el corazón de la calle.

## Filmografia

### Cinema
- 2014 La novia - Amiga de la família
- 2013 Cuidado con lo que sueñas - Candela (Veneçuela)
- 2012 30 años de oscuridad[7]
- 2012 Casi inocentes - Regina
- 2012 Els nens salvatges - Rosa
- 2011/II Sol (curtmetratge)
- 2011 Acorralados - Eva Priaska
- 2010 Efímera (curtmetratge) - María
- 2010 Vidas pequeñas - Bárbara (Enrique Gabriel, 2010)
- 2010 El grifo (curtmetratge) - Filla
- 2010 Ni dios, ni patrón, ni marido
- 2009 El único camino … Mari
- 2009 Volver a empezar … Mari
- 2008 Muñeca, cuestión de sexo - Gabriela (Sebastián Arrau, 2008)
- 2008 Bienvenido a Farewell-Gutmann - Adela
- 2007 El corazón de la tierra - Mercedes (Antonio Cuadri, 2007)
- 2007 Lola - Rosario
- 2006 Pura sangre - Clara
- 2006 Amor en defensa propia - Adriana
- 2006 Sin ti - Lucía (Raimon Masllorens, 2006)
- 2005 Pasos - Silvia (Federico Luppi, 2005)
- 2005 Morir en San Hilario - Esther (Laura Mañá, 2005)
- 2004 Tiovivo c. 1950 - Teresita
- 2004 La promesa - Dorita
- 2004 Tánger - Lidia
- 2002 Historia de un beso - Andrea
- 2002 El hijo de John Lennon (curtmetratge)
- 2002 La soledad era esto - Mercedes
- 2002 Hable con ella - Germana de Lydia
- 2002 En la ciudad sin límites - Carmen
- 2002 Reflejos - Julia
- 2002 El resultado de la vida (curtmetratge) - Senyora
- 2001 Malefemmene - Candela
- 2001 El apagón (curtmetratge)
- 2000 You're the One (una historia de entonces) - Pilara
- 2000 Sé quién eres - Paloma (Patricia Ferreira, 2000)
- 2000 Vaivén (curtmetratge)
- 1999 Solas - María (Benito Zambrano, 1999) (nominada a 11 Goyas, guanyadora de 5)
- 1998 Yerma - Bugadera
- 1998 Tesoro (curtmetratge) María

### Televisió
- 2011 El ángel de Budapest - Sra. Tourné
- 2010 Henry de Navarre - Juana Albret
- 2010 La Pola (telenovel·la colombiana) - Virreina Doña Francisca Villanova y Marco
- 2009 La Mari 2 (sèrie de televisió) - Mari
- 2008 Flor de mayo (telefilm) - Tona
- 2007 Vida de família (telefilm) - Marta
- 2005 Falsa culpable (telefilm) - Isabel Costa
- 2003 Mónica (telefilm) - Mónica
- 2003 La Mari (mini-sèrie) - Mari
- 2000 Policías, en el corazón de la calle (sèrie de televisió) - Lucía Ramos
- 2000 María: madre de Jesús (telefilm) María
- 1997 Todos los hombres sois iguales (sèrie de televisió) - Marta Reyes

- Veu habitual de: C-18 (DBZ; pel·lícula DBZ-11; Especial de TV-2), Goten niño (DBZ) i Leona (Dragon Quest: Las aventuras de Fly).
- Altres personatges doblats: Gohan nen (SonGohanda; DBZ ep. 168 a ep. 194), Pan (DBZ), Puar (DB ep. 27 a ep. 93), Snow (DB ep. 113 a ep. 153), Arale Norimaki (DB; película DB-3), Goku niño (Flashbacks saga de Boo), Mera (DB ep. 81), Magdalena (DB ep. 128), Mai (Película DB-3), Fantasma Kamikaze de Gotenks n. 2 (DBZ), Maron niña (DBZ), Manjula (Los Simpsons (1a veu)). És presentada a Dragonball com: Goku de nen i Goku Jr., Goten Jr., Gohan Jr, i més.

## Premis i nominacions
Premis Goya
| Any  | Categoria                                    | Pel·lícula                                | Resultat   |
| ---- | -------------------------------------------- | ----------------------------------------- | ---------- |
| 2002 | Millor interpretació femenina protagonista   | Historia de un beso                       | Nominada   |
| 2000 | Millor interpretació femenina de repartiment | You're the One (una historia de entonces) | Nominada   |
| 1999 | Millor actriu revelació                      | Solas                                     | Guanyadora |

Medalles del Cercle d'Escriptors Cinematogràfics
| Any  | Categoria                | Pel·lícula | Resultat   |
| ---- | ------------------------ | ---------- | ---------- |
| 1999 | Millor actriu secundària | Solas      | Guanyadora |

Entre els seus nombrosos premis rebuts es troben:
- Millor actriu en el VI Festival Internacional de Cinema Bajo la Luna - Islantilla Cinefórum 2013, pel seu paper en el llargmetratge Casi inocentes.
- L'Iris de Plata a la millor actriu en el Festival Internacional de Cinema Fantàstic de Brussel·les.
- Millor actriu al Festival de Cinema Independent de Lisboa - Indie Lisboa - Festival de Cinema Independent.
- Premi a la millor actriu revelació als IX Premis de la Unión de Actores en 1999 por Solas.
- Nominada a Millor Actriu Secundària als XXV Premis de la Unión de Actores en 2016 per La novia.